# Epinecrophylla
Epinecrophylla — рід горобцеподібних птахів з родини сорокушових (Thamnophilidae). Містить 8 видів, яких виділено у 2006 році з роду Myrmotherula.

## Поширення та екологія
Представники роду мешкають у тропічних дощових лісах Центральної та Південної Америки. Живуть у густому підліску. Живляться комахами та іншими безхребетними, на яких полюють серед звисаючого сухого листя. Для розмноження вони будують куполоподібне гніздо з бічними входом.

## Види
- Кадук бурий (Epinecrophylla fulviventris)
- Кадук блідий (Epinecrophylla gutturalis)
- Кадук білоокий (Epinecrophylla leucophthalma)
- Кадук перуанський (Epinecrophylla haematonota)
- Epinecrophylla amazonica
- Кадук сіроволий (Epinecrophylla spodionota)
- Кадук чорногорлий (Epinecrophylla ornata)
- Кадук рудохвостий (Epinecrophylla erythrura)

## Етимологія
Наукова назва роду Epinecrophylla походить від сполучення слів дав.-гр. επι — на, νεκρος — мертвий і φυλλον — лист.